# Colin Burgess (auteur)
Pour les articles homonymes, voir Colin Burgess et Burgess.
Colin Burgess (né en 1947) est un auteur et historien australien, spécialisé dans les vols spatiaux et l'histoire militaire. Il est un ancien responsable du service client de Qantas Airways et un contributeur régulier de la communauté en ligne collectSPACE . Il vit en Nouvelle-Galles du Sud. Deux des livres co-écrits de Burgess en 2007, Into That Silent Sea : Trailblazers of the Space Era, 1961-1965 et In the Shadow of the Moon : A Challening Journey to Tranquility, 1965-1969 ont été nommés finalistes pour l' édition 2007 d' Eugene M. Emme Award décerné par l' American Astronautical Society. In the Shadow of the Moon a également été nommé "Titre académique exceptionnel 2009" par Choice Magazine.